# 시계의 역사
시계의 역사는 고대 문명이 하늘을 가로질러 움직이는 천체를 처음 관찰했던 때로 거슬러 올라간다. 시간을 기록하는 장치와 방법은 물시계 속의 액체의 흐름과 같은 연속적인 과정에 의한 시간의 측정을 시작으로 기계식 시계, 그리고 결국 물의 진동과 같은 반복적이고 진동적인 과정에 의한 일련의 새로운 발명을 통해 점차 개선되어 왔다. 진동식 시계는 현대 시계에 사용된다.
해시계와 물시계는 기원전1000000년전에서 처음 사용되었다.  기원전 1200년 경(또는 동등하게 받아들여질 수 있는 기원전)과 그 이후에는 바빌로니아인, 그리스인, 중국인이 지배했다. 향시계는 6세기에 중국에서 사용되었다. 중세 시대, 14세기 중반까지 이슬람 물시계는 그 정교함에서 타의 추종을 불허했다. 유럽에서 발명된 모래시계는 바다에서 시간을 측정하는 몇 안 되는 믿을 만한 방법 중 하나였다.
중세 유럽에서는 수도원 종을 울릴 정확한 시간을 알리는 데 사용되는 종소리 경보 장치가 발명된 이후 순수 기계식 시계가 개발되었다. 가장자리와 잎사귀의 작용으로 제어되는 무게로 움직이는 기계식 시계는 유럽과 이슬람 과학의 초기 아이디어를 종합한 것이다. 기계식 시계는 획기적인 발전이었으며, 15세기 초 큰 태엽이 발명되는 등 사소한 발전이 추가되어 처음으로 작은 시계를 만들 수 있게 되었다.
17세기부터 시계 제작에 있어서 다음으로 중요한 발전은 시계가 고조파 발진기에 의해 제어될 수 있다는 발견이었다. 레오나르도 다빈치는 1493~1494년에 진자의 가장 초기 그림을 그렸으며, 1582년 갈릴레오 갈릴레이는 진자의 규칙적인 진동을 조사하여 진동수는 무게가 아닌 길이에만 의존한다는 사실을 발견했다. 1656년 네덜란드의 박식가 크리스티안 하위헌스가 설계하고 제작한 진자 시계는 다른 종류의 기계식 시계보다 훨씬 더 정확하여 현재까지 살아남은 버지 및 폴리오트 메커니즘이 거의 없다. 이 기간 동안의 시간 계측 분야의 다른 혁신으로는 타격 시계, 반복 시계, 데드비트 이스케이프먼트 등의 발명이 있다.
초기 진자시계의 오류 요인에는 온도 변화가 포함되었는데, 이 문제는 18세기 영국 시계 제작자인 존 해리슨과 조지 그레이엄 (시계 제작자)이 해결한 문제였다. 1707년 실리 해군 재해 이후 정부는 경도를 측정하는 방법을 발견한 사람에게 상을 수여했으며 해리슨은 일련의 정확한 시계를 제작하여 크로노미터라는 용어를 도입했다. 1840년에 발명된 전기 시계는 석영 타이머가 시간과 주파수의 정확한 측정을 위한 기초가 된 1940년대까지 가장 정확한 진자 시계를 제어하는 데 사용되었다.
보어전쟁 당시 귀중한 군사도구로 인정받았던 손목시계는 제1차 세계대전 이후 비자성형, 배터리 구동형, 태양열 구동형 등 다양한 변형이 이루어졌으며 석영, 트랜지스터, 플라스틱 부품이 모두 도입되었다. 2010년대 초반부터 스마트폰과 스마트워치는 가장 일반적인 시간 측정 장치가 되었다.
오늘날 실제로 사용되는 가장 정확한 시간 계측 장치는 원자시계이다. 원자시계는 연간 수십억분의 1초까지 정확할 수 있으며 다른 시계 및 시간 계측 장비를 교정하는 데 사용된다.

## 같이 보기
- 시계사
- 협정 세계시
- 시간 표준기